# 蒙杜洛·派特劳
蒙杜洛·派特劳（匈牙利語：Mandula Petra，1978年1月17日—），匈牙利女子职业網球選手，生涯單打最高排名為30（2004年5月17日），生涯雙打最高排名為13（2003年5月5日）。
曼杜拉在雪梨奧運會上，她在第一輪擊敗南非名將四阿曼達·柯茲兒。
曼杜拉在2001年法國網球公開賽，打進大滿貫八強，在八強戰中敗給當屆亞軍金·克莱斯特尔斯。

## 外部連結
- 蒙杜洛·派特劳的国际女子网球协会官方資料（英文）
- 蒙杜洛·派特劳的國際網球總會 職業／青少年 官方資料（英文）
- Fed Cup - Player profile - Petra MANDULA (HUN) （页面存档备份，存于）